# Xã Sweet, Quận Pipestone, Minnesota
Xã Sweet (tiếng Anh: Sweet Township) là một xã thuộc quận Pipestone, tiểu bang Minnesota, Hoa Kỳ. Năm 2010, dân số của xã này là 324 người.